# Heteroteucha parvula
Espèce
Heteroteucha parvula est une espèce de lépidoptère de la famille des Oecophoridae.
On le trouve en Australie.